# Victoria’s Secret Fashion Show
Victoria’s Secret Fashion Show (рус. Показ мод Victoria’s Secret) — ежегодный показ моды, проводимый Victoria's Secret, компанией по продаже женского нижнего белья. Последний показ шоу состоялся в 2018 году. В 2023 году компания решила возобновить показы-шоу с участием моделей. Легендарное шоу Victoria’s Secret Fashion Show возвращается  после четырехлетнего перерыва уже этой осенью, 26 сентября 2023 года. Правда, теперь в новом формате. Если раньше фирменным шоу бренда было дефиле «ангелов» — моделей в нижнем белье, в туфлях на каблуках и с крыльями за спиной, то теперь это будет проект в видео-формате на платформе Prime Video. Называться он будет «Мировой тур Victoria's Secret» (The Victoria’s Secret World Tour). В новом шоу нас ждет показ новой коллекции, а также рассказ о новых идеях, концепциях и стратегиях Victoria’s Secret. А вместо легендарных «ангелов» будут 20 успешных и креативных девушек (амбассадоров бренда) — именно они проведут зрителя по улицам Боготы, Лагоса, Лондона и Токио и презентуют новые творения Victoria’s Secret .

## Описание
Бренд Victoria’s Secret  с конца 1990-х до 2018 года использовал показ, чтобы прорекламировать и продать свои товары в высших кругах. В шоу принимали участие одни из самых популярных моделей в мире, такие как действующие до лета 2021 года, так называемые «Ангелы» Victoria’s Secret: Бехати Принслу, Лили Олдридж, Тейлор Хилл, Эльза Хоск, Марта Хант, Стелла Максвелл, Сара Сампайо, Роми Страйд, Жасмин Тукс, Джозефин Скрайвер, Лаис Рибейро, Барбара Палвин.
В 2023 году компания решила возобновить показы-шоу с участием моделей.
Американское телевидение транслировало показы шоу во время прайм-тайм. Несколько первых показов в 1990-е запускались перед днём святого Валентина, чтобы прорекламировать товар к этому празднику. Ранние показы не транслировались по национальному телевидению. В 1999 и 2000 году были интернет-трансляции. С 2001 года шоу были перенесены в предрождественский период. Также, в 2001 году шоу транслировалось телевизионным каналом ABC, хотя все последующие годы, этим занимался телеканал CBS. Шоу проводилось во многих местах в различных городах, включая Майами, Лос-Анджелес и Канны. Первые четыре показа проводились в отеле «Плаза» в Нью-Йорке, но после того, как шоу стало транслироваться по телевидению, оно стало чаще всего проводиться в Lexington Avenue Armory в Нью-Йорке.
Показ Victoria’s Secret являлся большим событием, где показывали нижнее бельё сложного дизайна, принимали участие одни из самых лучших артистов, и всё это сопровождалось яркими декорациями, которые были тщательно подобраны к темам в показе. Эти показы ежегодно привлекали сотни знаменитостей и артистов, со специальными выступлениями и различными сценками. Каждый год из лучших в мире моделей выбирали от 20 до 40 участниц показа. Показ включал в себя также около десятка моделей, заключивших контракт с компанией, и известных как «Ангелы» Victroria’s Secret (англ. Victoria's Secret Angels), которые помогали сделать шоу ещё более важным событием. Гигантские ангельские крылья, которые надевали модели, а также другие крылья, различных форм и размеров, такие как у бабочки, павлина или дьявольские крылья, стали символом бренда Victoria’s Secret.

## История
Первый показ мод, представляемый Стефани Сеймур, проходил в отеле «Плаза» в Нью-Йорке в августе 1995 года. В шоу также приняли участие Беверли Пил и Фредерик ван дер Вал. Первый показ мод прошёл за два месяца до продажи The Limited, владельцем Intimate Brands, компании-учредителя Victoria’s Secret, 16 процентов акций компании. Стефани Сеймур едва не появилась в Нью-Йоркской фондовой бирже, чтобы дать старт торгам. Позже она всё таки появилась, она позвонила в колокольчик, чтобы остановить торги, это было частью рекламной кампании. Последующие три ежегодных показа также проходили в «Плазе».
В 1999 году, во время Супербоул XXXIII, Victoria’s Secret объявила 72-часовой отсчёт до запуска интернет-вещания Victoria’s Secret Fashion Show, которое посмотрело свыше 2 миллионов зрителей. Intimate Brands купила 30 секунд телевизионного рекламного времени во время вещания Super Bowl за $1,5 миллиона ($2 миллиона в нынешних ценах) и потратила ещё 4 миллиона долларов, чтобы придать событию гласность. В шоу, которое транслировал Broadcast.com, приняли участие Тайра Бэнкс, Летиция Каста, Хайди Клум, Карен Мюлдер, Даниэла Пештова, Инес Риверо и Стефани Сеймур. В 1999 и 2000 годах показы транслировались в интернете вживую, но однажды, в 2000 году, показ был перенесён с обычного февральского вечера в отеле «Плаза» на майский концерт, проходящий во время Каннского кинофестиваля во Франции для того, чтобы собрать деньги на благотворительный проект Cinema Against AIDS (рус. кино против СПИДа). Удалось собрать $3,5 миллиона.
Шоу 2001 года, которое вёл Руперт Эверетт, опять вернулось в Нью-Йорк, но проходило оно не в отеле «Плаза», как раньше, а в парке Брайант. В том году оно впервые транслировалось по телевидению каналом ABC, и привлекло миллионы зрителей. Однако эта трансляция вызвала у публики неоднозначные оценки; каждый год Федеральное агентство по связи США получает множество жалоб по поводу трансляции. Но тем не менее, с тех пор показ мод стал транслироваться по телевидению ежегодно.
С 2002 по 2005 год показы проходили в Lexington Avenue Armory в Нью-Йорке. В 2004 году показ был отменён из-за инцидента на чемпионате Супербоул XXXVIII, когда во время выступления Джастин Тимберлейк перед миллионами телезрителей дёрнул Джанет Джексон за верхнюю часть костюма и, оторвав кусок, оголил её правую грудь с украшенным пирсингом соском. Перед показом 2005 года Тайра Бэнкс объявила о том, что она решила оставить карьеру модели и сосредоточиться на телевидении и на своём шоу The Tyra Banks Show, сделав показ 2005 года своего рода прощанием с её десятилетним участием в показах для этой компании.
В 2004 году вместо ежегодного показа мод «Ангелы» (Тайра Бэнкс, Хайди Клум, Жизель Бюндхен, Адриана Лима и Алессандра Амбросио) провели Angels Across America Tour (рус. тур ангелов через Америку), массовую кампанию для продвижения бренда, нацеленную на четыре главных города: Нью-Йорк, Майами, Лас-Вегас и Лос-Анджелес.
Показы 2006 и 2007 годов проходили в театре Кодак в Лос-Анджелесе. 13 ноября 2007 года «Ангелы» Victoria’s Secret удостоились звезды на голливудской «Аллее славы». «Ангелами» 2007 года, которые приняли участие в этом праздновании в честь 25-летия Victoria’s Secret на Бульваре Голливуд, были Хайди Клум, Адриана Лима, Алессандра Амбросио, Каролина Куркова, Селита Ибэнкс, Изабель Гулар, Мариса Миллер и Миранда Керр. Присутствовали на мероприятии и другие модели, которые участвовали в показе в этом году. Показ 2008 года совпал с грандиозным повторным открытием отеля Fontainebleau Miami Beach.
В 2006 году на подиуме дебютировал дочерний бренд Victoria’s Secret — PINK (рус. розовый). Показ в этом году открывал Джастин Тимберлейк, исполнив свою популярную песню «Sexy Back». Для Жизель Бюндхен этот показ мод стал последним для этой компании.
В 2007 году на показе выступили Spice Girls, это стало их дебютом на американском телевидении после их воссоединения. Также в показе должен был принять участие Канье Уэст, но выступление было отменено в связи со смертью его матери. Его заменил will.i.am.
Шоу 2008 года проводилось в отеле Fountainebleu Miami Beach, Флорида. Его открыл своим выступлением Ашер. В отличие от других шоу, подиум в этот раз был расположен параллельно зрительским местам.
В 2009 году показ мод был в Нью-Йорке, в Lexington Avenue Armory, где последний раз он проходил в 2005 году. Показ 2009 года стал значимым, так как включал в себя финальные результаты проводимого конкурса, который назывался Victoria’s Secret Model Search (рус. поиск моделей Виктория Сикрет), чтобы найти нового «Ангела для подиума» Victoria’s Secret. Победительницей стала Кайли Бисутти.
В Victoria’s Secret Fashion Show 2010, которое транслировалось 30 ноября 2010 года на CBS, приняли участие Кэти Перри и Эйкон. Рекламная кампания включала в себя lipdub (видео, сделанное из маленьких отрывков, где разные люди (в данном случае модели) подпевают одной и той же песне) на песню Кэти Перри «Firework». К 2010 году в показах приняло участие 152 модели.

## Мнение критиков
Первые интернет-трансляции были раскритикованы из-за слабого соединения и плохого качества видео. Один критик из газеты The New York Times описал свои ощущения от первых интернет-вещаний 20-го столетия, что он чувствовал себя так, как будто «смотрел стриптиз через замочную скважину».
Некоторые критики сравнивают телевизионные версии показов 21-го века с порнографией, в то время как другие описывают их как «прямой меркантилизм» и рекламные ролики. Однако, несмотря на то, что каждый год Федеральное агентство по связи (США) заваливают жалобами, ни один штраф так и не был выписан. Во время трансляции показа 2001 года канал ABC замазывал картинку в тех местах, когда были показаны слишком откровенные наряды. Это позволило шоу войти в рамки стандартов телевещания и получить рейтинг TV-14. В 2002 году National Organization for Women протестовала против показа, называя его «ненавязчивым рекламным порнороликом». Они присоединились к протесту Parents Television Council и других «следящих» организаций. CBS дал показам прошлых лет рейтинг TV-14, означающий, что программа может содержать в себе материал, неподходящий для детей 14 лет или младше. Тем не менее, некоторые филиалы решили не транслировать прошлые показы, включая филиал Fisher Communications в Айдахо. В 2009 году American Decency Association организовала протест в виде электронных писем, которые они отослали спонсорам показа, таким как AT&T, KFC, Netflix, Nikon и Reebok.

## Суммарная таблица
| Даты                                                           | Место проведения                          | Телеканал                      | Зрители (в миллионах) | Модели | Примечания                        | Специальные гости                                                                                       |
| -------------------------------------------------------------- | ----------------------------------------- | ------------------------------ | --------------------- | --- | --------------------------------- | --- |
| 1 августа 1995 года                                            | Отель «Плаза», Нью-Йорк                   | не транслировался              | не транслировался     | Хелена Баркуилла Лейлани Бишоп Фредерик ван дер Вал Вероника Уэбб Магдалена Вробель Валери Джин Анжелика Каллио Кери Клауссен Кэтрин Маккорд Беверли Пил Стефани Сеймур Ингрид Сейнхейв Натани Эдкок | [ 34 ]                            | |
| 6 февраля 1996 года                                            | Отель «Плаза», Нью-Йорк                   | не транслировался              | не транслировался     | Лейлани Бишоп Тайра Бэнкс Фредерик ван дер Вал Вероника Уэбб Хелена Кристенсен Наоми Кэмпбелл Кэтрин Маккорд Беверли Пил Кэрри Салмон Стефани Сеймур | [ 4 ] [ 35 ]                      | |
| 4 февраля 1997 года                                            | Отель «Плаза», Нью-Йорк                   | не транслировался              | не транслировался     | Эльза Бенитес Тайра Бэнкс Фредерик ван дер Вал Ясмин Гаури Эстер Каньядас Летиция Каста Вендела Кирсебом Хайди Клум Хелена Кристенсен Наоми Кэмпбелл Джорджанна Робертсон Ребекка Ромейн Кэрри Салмон Стефани Сеймур Ингрид Сейнхейв Триша Хелфер Клаудия Шиффер | [ 4 ] [ 5 ] [ 36 ]                | |
| 3 февраля 1998 года                                            | Отель «Плаза», Нью-Йорк                   | не транслировался              | не транслировался     | Тайра Бэнкс Летиция Каста Джейми Кинг Хайди Клум Наоми Кэмпбелл Валерия Мазза Энни Мортон Астрид Муньос Карен Мюлдер Чандра Норт Даниэла Пештова Мария Инес Риверо Ребекка Ромейн Кэрри Салмон Стефани Сеймур Кристель Сен Луи Августин Триша Хелфер Бриджет Холл Натани Эдкок | [ 1 ] [ 37 ]                      | |
| 3 февраля 1999 года                                            | Ресторан Cipriani Wall Street, Нью-Йорк   | интернет-вещание Broadcast.com | 1.5+                  | Эльза Бенитес Лейлани Бишоп Тайра Бэнкс Жизель Бюндхен Ева Герцигова Триш Гофф Киара Кабукуру Кармен Касс Летиция Каста Джейми Кинг Хайди Клум Холлианн Леонард Адриана Лима Ана Клаудия Михельс Карен Мюлдер Даниэла Пештова Фрэнки Райдер Инес Риверо Стефани Сеймур Евгения Сильва Кирсти Хьюм Натани Эдкок | [ 8 ] [ 39 ] [ 40 ] [ 41 ] [ 42 ] | |
| 18 мая 2000 года                                               | Канны, Франция                            | интернет-вещание               |                       | Алессандра Амбросио Данита Ангелл Мини Анден Тайра Бэнкс Жизель Бюндхен Ева Герцигова Триш Гофф Риа Дюрэм Кармен Касс Летиция Каста Орели Клодель Хайди Клум Хэйлинн Коэн Каролина Куркова Наоми Кэмпбелл Адриана Лима Анджела Линдвал Ана Клаудия Михельс Карен Мюлдер Олучи Онвигба Даниэла Пештова Фрэнки Райдер Каролин Рибейро Инес Риверо Стефани Сеймур Ингрид Сейнхейв Фернанда Таварес | [ 1 ] [ 9 ] [ 43 ] [ 44 ]         | |
| 13 ноября 2001 года (запись) 15 ноября 2001 года (эфир)        | Парк Брайант, Нью-Йорк                    | ABC                            | 12.4                  | Алессандра Амбросио Мини Анден Тайра Бэнкс Жизель Бюндхен Алек Век Ева Герцигова Триш Гофф Риа Дюрэм Орели Клодель Хайди Клум Каролина Куркова Анок Лепере Адриана Лима Одри Марней Диана Месзарос Омахира Мота Даниэла Пештова Мэгги Ризер Ри Расмуссен Каролин Рибейро Инес Риверо Молли Симс Фернанда Таварес Эмма Хеминг Бриджет Холл Карен Элсон | [ 13 ] [ 16 ] [ 45 ]              | Мэри Джей Блайдж, Андреа Бочелли                                                                        |
| 14 ноября 2002 года (запись) 20 ноября 2002 года (эфир)        | Lexington Avenue Armory, Нью-Йорк         | CBS                            | 10.5                  | Мишель Алвес Алессандра Амбросио Ана Беатрис Баррос Летисия Биркойер Катрина Балф Тайра Бэнкс Жизель Бюндхен Евгения Володина Деви Дриген Кармен Касс Лия Кебеде Хайди Клум Каролина Куркова Наоми Кэмпбелл Адриана Лима Олучи Онвигба Фрэнки Райдер Уйвала Раут Каролин Рибейро Инга Савич Надин Стриттматтер Фернанда Таварес Линдсей Фримодт Ана Хикман Бриджет Холл Ракель Циммерман Ифке Штурм Река Эбергени | [ 16 ] [ 47 ] [ 48 ] [ 49 ]       | Destiny’s Child, Марк Энтони, Фил Коллинз                                                               |
| 13 ноября 2003 года (запись) 19 ноября 2003 года (эфир)        | Lexington Avenue Armory, Нью-Йорк         | CBS                            | 9.4                   | Мишель Алвес Алессандра Амбросио Мини Анден Ана Беатрис Баррос Летисия Биркойер Марсель Биттар Тайра Бэнкс Жизель Бюндхен Евгения Володина Деви Дриген Кармен Касс Лия Кебеде Хайди Клум Каролина Куркова Наоми Кэмпбелл Адриана Лима Анджела Линдвал Дианна Миллер Олучи Онвигба Фрэнки Райдер Уйвала Раут Маргарита Свегздайте Фернанда Таварес Жакетта Уиллер Изабели Фонтана Линдсей Фримодт | [ 17 ] [ 51 ]                     | Стинг, Мэри Джей Блайдж, Eve                                                                            |
| 2004 (Angels Across America Tour вместо ежегодного показа мод) | Нью-Йорк, Майами, Лас-Вегас, Лос-Анджелес |                                |                       | Алессандра Амбросио Тайра Бэнкс Жизель Бюндхен Хайди Клум Адриана Лима |                                   | |
| 9 ноября 2005 года (запись) 6 декабря 2005 года (эфир)         | Lexington Avenue Armory, Нью-Йорк         | CBS                            | 8.9                   | Алессандра Амбросио Бьянка Балти Ана Беатрис Баррос Ингуна Бутане Тайра Бэнкс Жизель Бюндхен Евгения Володина Каролин Винберг Мария Вуёвич Изабель Гулар Морган Дублед Селита Ибэнкс Хайди Клум Татьяна Ковылина Даутцен Крус Каролина Куркова Наоми Кэмпбелл Адриана Лима Анджела Линдвал Энди Мьюс Олучи Онвигба Наташа Поли Джулия Стегнер Фернанда Таварес Кэролайн Трентини Изабели Фонтана Ракель Циммерман Ифке Штурм | [ 52 ] [ 53 ]                     | Крис Ботти, Рики Мартин, Сил, Rutgers University Drumline                                               |
| 16 ноября 2006 года (запись) 5 декабря 2006 года (эфир)        | Театр Кодак, Лос-Анджелес                 | CBS                            | 6.8                   | Алессандра Амбросио Ана Беатрис Баррос Жизель Бюндхен Каролин Винберг Изабель Гулар Флавия де Оливейра Морган Дублед Селита Ибэнкс Миранда Керр Элиз Кромбе Даутцен Крус Каролина Куркова Адриана Лима Анджела Линдвал Хизер Маркс Энди Мьюс Аджума Насеняна Олучи Онвигба Наташа Поли Джулия Стегнер Джессика Стэм Хана Сукупова Кэролайн Трентини Роузи Хантингтон-Уайтли Ракель Циммерман Джейза Чиминаццо Катя Щëкина | [ 21 ] [ 55 ]                     | Джастин Тимберлейк                                                                                      |
| 16 ноября 2007 года (запись) 4 декабря 2007 года (эфир)        | Театр Кодак, Лос-Анджелес                 | CBS                            | 7.4                   | Алессандра Амбросио Ингуна Бутане Каролин Винберг Евгения Володина Мария Вуёвич Изабель Гулар Флавия де Оливейра Морган Дублед Селита Ибэнкс Миранда Керр Хайди Клум Микаэла Кочанова Элиз Кромбе Каролина Куркова Ноэми Ленуар Адриана Лима Анджела Линдвал Мариса Миллер Энди Мьюс Олучи Онвигба Бехати Принслу Кэндис Свейнпол Джулия Стегнер Джессика Стэм Хана Сукупова Кэти Уайл Джессика Уайт Эрин Уоссон Изабели Фонтана Роузи Хантингтон-Уайтли Линдсей Эллингсон | [ 22 ] [ 57 ] [ 58 ]              | Spice Girls, will.i.am, Сил и Хайди Клум                                                                |
| 15 ноября 2008 года (запись) 3 декабря 2008 года (эфир)        | Отель Fontainebleau, Майами               | CBS                            | 8.7                   | Клара Алонсо Алессандра Амбросио Ана Беатрис Баррос Ингуна Бутане Эдита Вилкевичуте Каролин Винберг Анна Вьялицына Изабель Гулар Флавия де Оливейра Эмануэла де Паула Морган Дублед Селита Ибэнкс Кармен Касс Миранда Керр Эбби Ли Кершоу Шэннан Клик Хайди Клум Даутцен Крус Каролина Куркова Ноэми Ленуар Адриана Лима Анджела Линдвал Марина Линчук Сессили Лопес Мариса Миллер Бехати Принслу Кэндис Свейнпол Арленис Соса Джулия Стегнер Сара Стефенс Лара Стоун Изабели Фонтана Роузи Хантингтон-Уайтли Эрин Хитертон Линдсей Эллингсон | [ 60 ] [ 62 ] [ 63 ] [ 64 ]       | Usher, Jorge Moreno                                                                                     |
| 19 ноября 2009 года (запись) 1 декабря 2009 года (эфир)        | Lexington Avenue Armory, Нью-Йорк         | CBS                            | 8.3                   | Алессандра Амбросио Ана Беатрис Баррос Кайли Бисутти Эдита Вилкевичуте Каролин Винберг Лю Вэнь Изабель Гулар Джейми Ли Дарли [ 67 ] Селита Ибэнкс Шанель Иман Дороти Барт Йоргенсен Миранда Керр Эбби Ли Кершоу Шэннан Клик Хайди Клум Татьяна Ковылина Даутцен Крус Анастасия Кузнецова Марина Линчук Сессили Лопес Мариса Миллер Энико Михалик Амината Ниариа Лили Олдридж Бехати Принслу Аня Рубик Кэндис Свейнпол Линдсей Скотт Джулия Стегнер Элис Тейлор Кэролайн Трентини Изабели Фонтана Роузи Хантингтон-Уайтли Эрин Хитертон Линдсей Эллингсон Анна Ягодзинска | [ 68 ]                            | The Black Eyed Peas                                                                                     |
| 10 ноября 2010 года (запись) 30 ноября 2010 года (эфир)        | Нью-Йорк                                  | CBS                            | 9                     | Алессандра Амбросио Эдита Вилкевичуте Каролин Винберг Анна Вьялицына Лю Вэнь Элоиза Герин Изабель Гулар Екатерина Доманькова Флавия де Оливейра Эмануэла де Паула Лили Дональдсон Селита Ибэнкс Шанель Иман Грейси Карвальо Шэннан Клик Каролина Куркова Адриана Лима Марина Линчук Лили Олдридж Бехати Принслу Лаис Рибейро Аня Рубик Кэндис Свейнпол Фабиана Семпребом Джулия Стегнер Джессика Стэм Изабели Фонтана Магдалена Фронцковяк Роузи Хантингтон-Уайтли Эрин Хитертон Марта Штрек Линдсей Эллингсон Констанс Яблонски | [ 71 ] [ 72 ]                     | Кэти Перри, Akon                                                                                        |
| 9 ноября 2011 года (запись) 29 ноября 2011 года (эфир)         | Нью-Йорк                                  | CBS                            | 10.30                 | Алессандра Амбросио Каролин Винберг Анна Вьялицына Лю Вэнь Тони Гаррн Изабель Гулар Флавия де Оливейра Эмануэла де Паула Лили Дональдсон Шанель Иман Миранда Керр Джессика Кларк Шэннан Клик Карли Клосс Даутцен Крус Ева Лагуна Адриана Лима Марина Линчук Анаис Мали Лили Олдридж Кармен Педару Бехати Принслу Кэмерон Рассел Лаис Рибейро Аня Рубик Кэндис Свейнпол Джоан Смоллс Джулия Стегнер Брегье Хейнен Эрин Хитертон Эльза Хоск Суй Хэ Шанина Шейк Линдсей Эллингсон Жаклин Яблонски Констанс Яблонски | [ 74 ] [ 75 ]                     | Maroon 5, Канье Уэст, Jay-Z, Ники Минаж                                                                 |
| 7 ноября 2012 года (запись) 4 декабря 2012 года (эфир)         | Нью-Йорк                                  | CBS                            | 9.48                  | Алессандра Амбросио Мауд Велзен Лю Вэнь Тони Гаррн Изабель Гулар Фрида Густавссон Джордан Данн Кара Делевинь Шарам Диниз Лили Дональдсон Дороти Барт Йоргенсен Миранда Керр Карли Клосс Даутцен Крус Ева Лагуна Адриана Лима Лили Олдридж Барбара Палвин Шу Пей Бехати Принслу Кэмерон Рассел Хилари Рода Кэндис Свейнпол Джоан Смоллс Жасмин Тукс Барбара Фиальо Изабели Фонтана Магдалена Фронцковяк Джессика Харт Брегье Хейнен Эрин Хитертон Эльза Хоск Суй Хэ Шанина Шейк Линдсей Эллингсон Жаклин Яблонски Констанс Яблонски | [ 78 ] [ 79 ]                     | Рианна, Джастин Бибер и Бруно Марс                                                                      |
| 13 ноября 2013 года (запись) 10 декабря 2013 года (эфир)       | Lexington Avenue Armory, New York City    | CBS                            | 9.72                  | Сигрид Агрен Алессандра Амбросио Мария Боргес Кэролайн Браш Нилсен Синди Бруна Девон Виндзор Тони Гаррн Келли Гейл Изабель Гулар Джордан Данн Кара Делевинь Лили Дональдсон Карли Клосс Даутцен Крус Ева Лагуна Адриана Лима Марина Линчук Лили Олдридж Бехати Принслу Лаис Рибейро Хилари Рода Кэндис Свейнпол Сара Сампайо Джозефин Скрайвер Джоан Смоллс Касия Страсс Хэ Суй Жасмин Тукс Барбара Фиальо Малайка Фирт Магдалена Фронцковяк Марта Хант Джессика Харт Эрин Хитертон Эльза Хоск Линдсей Эллингсон Констанс Яблонски Моника Ягачак | [ 81 ]                            | Тейлор Свифт, Fall Out Boy, Neon Jungle, A Great Big World                                              |
| 2 декабря 2014 года (запись) 9 декабря 2014 года (эфир)        | Earls Court, London                       | CBS                            | 9.29                  | Сигрид Агрен Алессандра Амбросио Мария Боргес Даниела Брага Мод Вельцен Девон Виндзор Синди Бруна Келли Гейл Екатерина Григорьева Изабель Гулар Джордан Данн Лили Дональдсон Карли Клосс Даутцен Крус Ева Лагуна Юми Ламберт Адриана Лима Стелла Максвелл Грейс Махари Энико Михалик Лили Олдридж Бланка Падилья Бехати Принслу Лаис Рибейро Кэндис Свейнпол Сара Сампайо Минг Си Джозефин Скрайвер Джоан Смоллс Роми Стрейд Касия Страсс Жасмин Тукс Барбара Фиальо Изабели Фантана Магдалена Фронцковяк Имаан Хаммам Марта Хант Брегье Хейнен Тейлор Хилл Эльза Хоск Хэ Суй Ирина Шарипова Шанина Шейк Линдсей Эллингсон Жаклин Яблонски Констанс Яблонски Моника Ягачак | [ 83 ]                            | Тейлор Свифт, Эд Ширан, Ариана Гранде, Хозьер                                                           |
| 10 ноября 2015 года (запись) 8 декабря 2015 года (эфир)        | Lexington Avenue Armory, New York City    | CBS                            |                       | Лили Олдридж Алессандра Амбросио Леоми Андерсон Мария Боргес Даниела Брага Синди Бруна Грейси Карвальо Лили Дональдсон Барбара Фиальо Магдалена Фронцковяк Екатерина Григорьева Изабель Гулар Джиджи Хадид Хэ Суй Рэйчел Гилберт Тейлор Хилл Полин Оро Эльза Хоск Марта Хант Жаклин Яблонски Констанс Яблонски Моника Ягачак Валерия Кауфман Кендалл Дженнер Юми Ламберт Адриана Лима Бриджит Малкольм Стелла Максвелл Лейла Нда Меган Пулери Бехати Принслу Лаис Рибейро Сара Сампайо Шанина Шейк Вита Сидоркина Джозефин Скрайвер Джоан Смоллс Роми Стрейд Кэндис Свейнпол Жасмин Тукс Санне Влоет Мод Вельцен Девон Виндзор Шарам Диниз Мин Си | [ 84 ]                            | Элли Голдинг, Селена Гомес and The Weeknd                                                               |
| 30 ноября 2016 года (запись) 5 декабря 2016 года (эфир)        | Grand Palais, Paris                       | CBS                            | 6,67                  | |                                   | Lady Gaga, The Weeknd, Bruno Mars                                                                       |
| 20 ноября 2017 года (запись) 28 ноября 2017 года (эфир)        | Mercedes-Benz Arena, Shanghai             | CBS                            | 4,98                  | |                                   | Harry Styles, Miguel, Leslie Odom Jr., Li Yundi и Jane Zhang                                            |
| 9 ноября 2018 года (запись) 2 декабря 2018 года (эфир)         | Pier 94, New York City                    | ABC                            |                       | Эльза Хоск Жасмин Тукс Тейлор Хилл Джозефин Скрайвер Лаис Рибейро Марта Хант Синди Бруна Грейс Элизабет Мин Си Винни Харлоу Барбара Палвин Ясмин Вейналдум Грэйс Бол Меган Уилльямс Джордана Филлипс Гериет Пол Шанина Шейк Надин Леопольд Фрида Аасен Даки Тот Лорена Рэй Сэди Ньюман Софи Ровенстайн Шейенн Карти Жози Кансеко Зури Тибби Уиллоу Хэнд Майа Коттон Келси Мерритт Мэгги Лейн Адриана Лима Бехати Принслу Кэндис Свейнпол Сара Сампайо Роми Стрейд Максвелл, Стелла Джиджи Хадид Кендалл Дженнер Алексина Грэм Хэ Суй Белла Хадид Ламека Фокс Девон Виндзор Лю Вэнь Жизель Оливера Барбара Фиальо Тони Гаррн Эйден Кертис Леоми Андерсон Алана Аррингтон Келли Гейл Сабах Кодж Джорджия Фаулер Майова Николас Аланна Уолтон Эстель Чень Исильда Морейра Иеша Ходжес Мирт Болт Мелия Тиако |                                   | Shawn Mendes, Rita Ora, The Chainsmokers, Bebe Rexha, Halsey, Leela James, Kelsea Ballerini, The Struts |

## Fantasy Bra

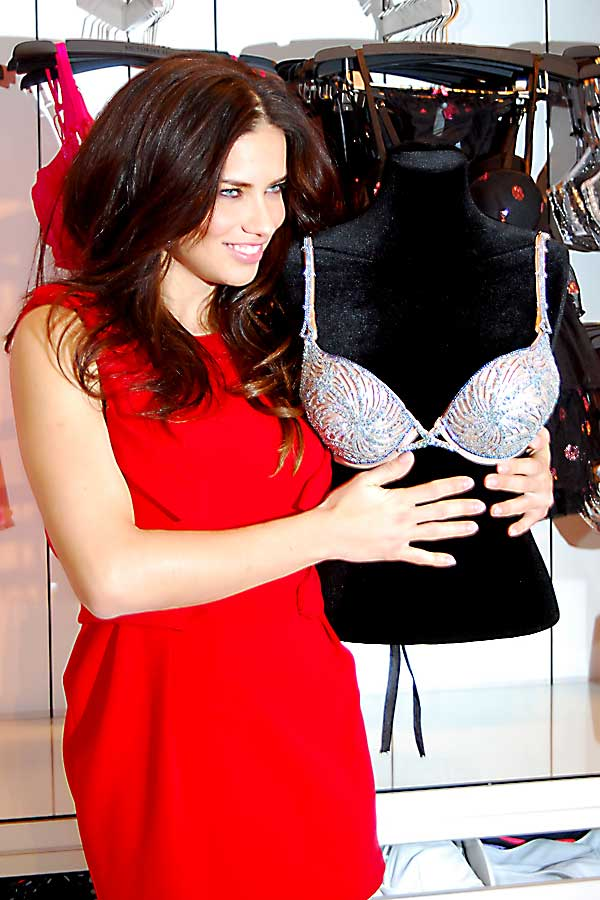
Адриана Лима с Bombshell Fantasy Bra в 2010 году

Каждый год среди «Ангелов» выбирается одна модель, чтобы надеть бюстгальтер, украшенный драгоценными камнями и называющийся «Fantasy Bra» (рус. бюстгальтер фантазии). Впервые он был представлен в каталоге Victoria’s Secret, но начиная с 2001 года, его начали демонстрировать на показах моды. Перед каждым показом Victoria’s Secret нанимает лучших дизайнеров и ювелиров для создания Fantasy Bra, который потом используют, как рекламную кампанию и как главный наряд всего показа. Компания выставляет Fantasy Bra на продажу, называя его «совершенным праздничным» подарком, хотя ни один не был продан с 1996 года, его первого появления.
Хайди Клум и Адриана Лима надевали Fantasy Bra три раза. По два раза Fantasy Bra представляли Жизель Бюндхен, Тайра Бэнкс, Каролина Куркова и Алессандра Амбросио.
Red Hot Fantasy Bra 2000 года, стоимостью в 15 миллионов долларов, который надела Жизель Бюндхен, вошёл в Книгу рекордов Гиннесса как самый дорогой предмет женского нижнего белья, когда-либо созданный на земле.
Дизайном Harlequin Fantasy Bra 2009 года, стоимостью $3 миллиона, и Bombshell Fantasy Bra 2010 года за $2 миллиона занималась ювелирная компания Damiani.
| Год  | Название                                                                                   | Модель                           | Цена                | Появление в показе | Примечания |
| ---- | ------------------------------------------------------------------------------------------ | -------------------------------- | ------------------- | ------------------ | ---------- |
| 1996 | Million Dollar Miracle Bra (рус. чудо бра на миллион долларов)                             | Клаудия Шиффер                   | $1,000,000          | Нет                | [ 89 ]     |
| 1997 | Diamond Dream Bra (рус. алмазный бра мечты)                                                | Тайра Бэнкс                      | $3,000,000          | Нет                | [ 90 ]     |
| 1998 | Dream Angel Fantasy Bra (рус. бра фантазии ангела мечты)                                   | Даниэла Пештова                  | $5,000,000          | Нет                |            |
| 1999 | Millennium Bra (рус. бра тысячелетия)                                                      | Хайди Клум                       | $10,000,000         | Нет                | [ 87 ]     |
| 2000 | Red Hot Fantasy Bra/Panties (рус. бра/трусы красной горячей фантазии)                      | Жизель Бюндхен                   | $15,000,000         | Нет                | [ 88 ]     |
| 2001 | Heavenly Star Bra (рус. бра небесной звезды)                                               | Хайди Клум                       | $12,500,000         | Да                 | [ 91 ]     |
| 2002 | Star of Victoria Fantasy Bra (рус. бра фантазии звезды Виктории)                           | Каролина Куркова                 | $10,000,000         | Да                 | [ 92 ]     |
| 2003 | Very Sexy Fantasy Bra (рус. бра очень сексуальной фантазии)                                | Хайди Клум                       | $11,000,000         | Да                 | [ 93 ]     |
| 2004 | Heavenly «70» Fantasy Bra (рус. бра фантазии небесных «70»)                                | Тайра Бэнкс                      | $10,000,000         | Нет                | [ 94 ]     |
| 2005 | Sexy Splendor Fantasy Bra (рус. бра сексуальной блестящей фантазии)                        | Жизель Бюндхен                   | $12,500,000         | Да                 | [ 95 ]     |
| 2006 | Hearts On Fire Diamond Fantasy Bra (рус. бра алмазной, вгоняющей сердца в огонь, фантазии) | Каролина Куркова                 | $6,500,000          | Да                 | [ 92 ]     |
| 2007 | Holiday Fantasy Bra (рус. бра праздничной фантазии)                                        | Селита Ибэнкс                    | $4,500,000          | Да                 | [ 96 ]     |
| 2008 | Black Diamond Fantasy Miracle Bra (рус. чудо бра фантазии чёрного алмаза)                  | Адриана Лима                     | $5,000,000          | Да                 | [ 97 ]     |
| 2009 | Harlequin Fantasy Bra (рус. бра фантазии арлекина)                                         | Мариса Миллер                    | $3,000,000          | Да                 | [ 98 ]     |
| 2010 | Bombshell Fantasy Bra (рус. бра взрывной фантазии)                                         | Адриана Лима                     | $2,000,000          | Да                 | [ 99 ]     |
| 2011 | Fantasy Treasure Bra (рус. сокровенный бра фантазии)                                       | Миранда Керр                     | $2,500,000          | Да                 | [ 100 ]    |
| 2012 | Floral Fantasy Bra & Gift Set (рус. цветочный бра фантазии и подарочный набор)             | Алессандра Амбросио              | $2,500,000          | Да                 | [ 101 ]    |
| 2013 | Royal Fantasy Bra (рус. королевский фэнтези бра)                                           | Кэндис Свейнпол                  | $10,000,000         | Да                 | [ 102 ]    |
| 2014 | The Dream Angels Fantasy Bras (рус. бра ангелов мечты)                                     | Алессандра Амбросио Адриана Лима | $2,000,000 (каждый) | Да                 | [ 103 ]    |
| 2015 | Fireworks Fantasy Bra (рус. бра фейерверков)                                               | Лили Олдридж                     | $2,000,000          | Да                 | [ 104 ]    |
| 2016 | Bright Night Fantasy Bra (рус. бра ярких ночей)                                            | Жасмин Тукс                      | $3,000,000          | Да                 |            |
| 2017 | The Champagne Nights Fantasy Bra                                                           | Лаис Рибейро                     | $2,000,000          | Да                 |            |
| 2018 | The Dream Angels Fantasy Bra (рус. бра ангелов мечты)                                      | Эльза Хоск                       | $1,000,000          | Да                 |            |